# 芦原病院
芦原病院（あしはらびょういん）は、大阪市浪速区にあった民間病院である。住所は浪速区浪速東2-3-19。
1957年に芦原診療所として開設され、浪速医療生活協同組合が運営していた。
同和対策事業によって、大阪市から1970年に同和地区医療センターと位置付けられた。1968年以降、大阪市から補助金と貸付金の支援を受けていたが、2005年に経営破綻し、大阪市が無担保融資した138億円が回収不能となった。
2006年に別の医療法人である弘道会に病院経営を譲渡した。

## 設立及び運営経過
- 1957年 芦原診療所が開設[1]
- 1958年 芦原診療所の運営組織として浪速医療生活協同組合が設立
- 1963年 芦原病院と改名
- 1968年 大阪市が芦原病院に補助金支給を開始[1]
- 1969年 同和対策事業特別措置法が施行
- 1970年 芦原病院が同和地区医療センターに位置づけられる[1]
- 2002年1月 地域改善対策財政特別措置法が失効
- 2005年
  - 10月18日 關淳一大阪市長の辞職が市議会で同意される
  - 12月1日 浪速医療生活協同組合民事再生法の適用を申請
- 2006年
  - 3月31日　浪速医療生活協同組合芦原病院廃院
  - 4月1日　医療法人弘道会に営業を譲渡し医療法人弘道会芦原病院として開院
  - 6月1日　浪速生野病院に改称

## 補助金支出の経緯
1968年以降、経営破綻するまで大阪市から補助金と貸付金、計約320億円の支援を受けていた。
- 1968年から2001年までの補助金の総額は154億円528万4000円。
- 1974年から1979年までの貸与金の総額は93億3200万円。
- 1980年から2001年までの特別貸付金、いわゆるヤミ融資は72億4100万円。
- 2004年度で6億3000万円の補助金を支出。
- 関淳一大阪市長は、彼が環境保健局長と助役であった頃に、無担保融資130億円のうちの約46億円を決裁している。
- 2006年4月28日 大阪市が2002年から2004年迄に備品及び工事補助金として4億8900万円を不正支出していたこと、そのすべてが補助金申請書や清算報告書通りに使われていなかったことが発覚。病院の総勘定元帳に記載された別の使途が総額で1億7000万円であったことから、差額3億1800万円の使途が不明となっている。
- 2006年4月29日 芦原病院が大阪市に対し、138億円の債権を放棄するよう要請していたことが発覚。
- 2006年10月13日 大阪市会、再建計画案への同意を否決
- 2006年11月1日 浪速医療生活協同組合の債権者集会で、再建計画案が否決。10月13日の市会議決に基づいて市が不同意に回ったことが理由である。これにより、浪速医療生活協同組合は破産手続に入った。

100億円を超える金が消えたにもかかわらず、この問題で逮捕者が出なかったことについて、飛鳥会事件で知られる部落解放運動活動家の小西邦彦は地元の保守系代議士の名を挙げて「あれはたまたま○○がおったから（捜査が）止まっただけのことやがな」と語り、芦原病院側がいくらかを議員に渡し、事件を握り潰してもらったことを示唆している。この握り潰しについて小西自身の関与を疑う向きもある。

## 部落解放同盟との関係
- 芦原病院は部落解放同盟との関係が深く、かつてその外壁には解放同盟のシンボルマークである荊冠旗が大きくペイントされていた。しかし、不正融資発覚後の現在は塗りなおされている。

- 芦原病院には、同和対策事業によって地元雇用された人間が多く、1990年前後に芦原病院に勤務していた看護婦は「看護婦や事務員は地元を中心に採用されてて、普通の病院の1.5倍もいた。仕事が楽になるはずやろ？　なれへんねん。そのうち何割かがサボるから。看護婦は靴の後ろを踏んでガムを噛みながら歩いてる。事務員は残業の時間帯にテレビを見て遊んでる。点滴を落とす時間が計算できひん看護婦もいた。これは命にかかわることやろ」[2]と語っている。